# П'ятигірський парк
П'ятигірський парк — парк-пам'ятка садово-паркового мистецтва місцевого значення, розташований на території Білоцерківського району Київської області. Знаходиться в межах села П'ятигори.
Об'єкт знаходиться на території ДП «Білоцерківське лісове господарство», Черепинське лісництво – квартал 12 виділи 3—8 в адміністративних межах П'ятигірської сільської ради Тетіївського району.
Оголошено рішенням виконавчого комітету Київської обласної ради народних депутатів від 18 грудня 1984 р. № 441.
Парк розташований вздовж правого берега р. Молочна. Насадження штучного походження різні за складом і віком, до складу яких входять 38 деревних і чагарникових порід. Парк цінний віковими деревами сосни кримської, дуба червоного і середньовіковими деревами модрини, липи, горіха, граба, тополі.

## Галерея

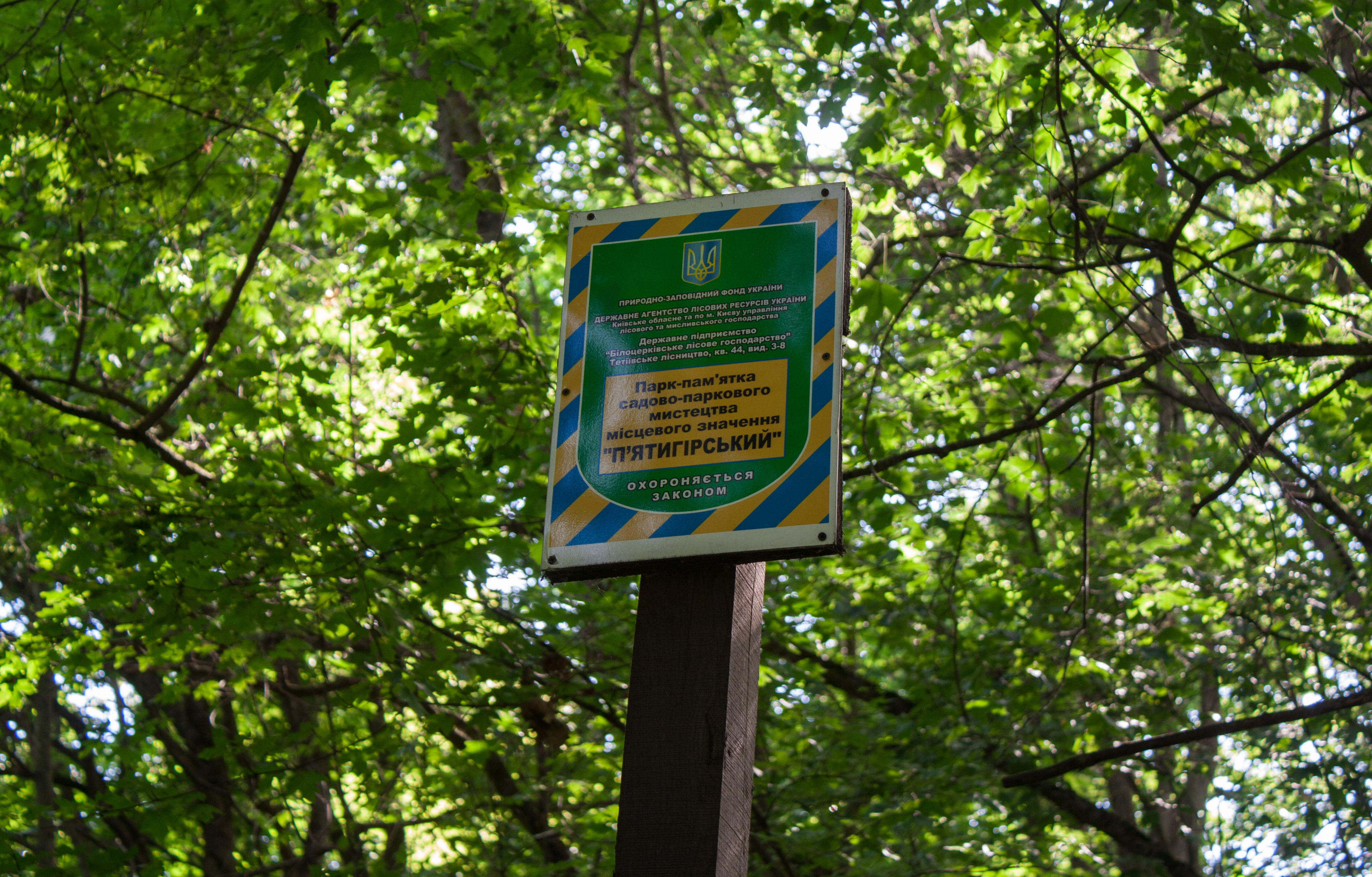
Табличка при в'їзді
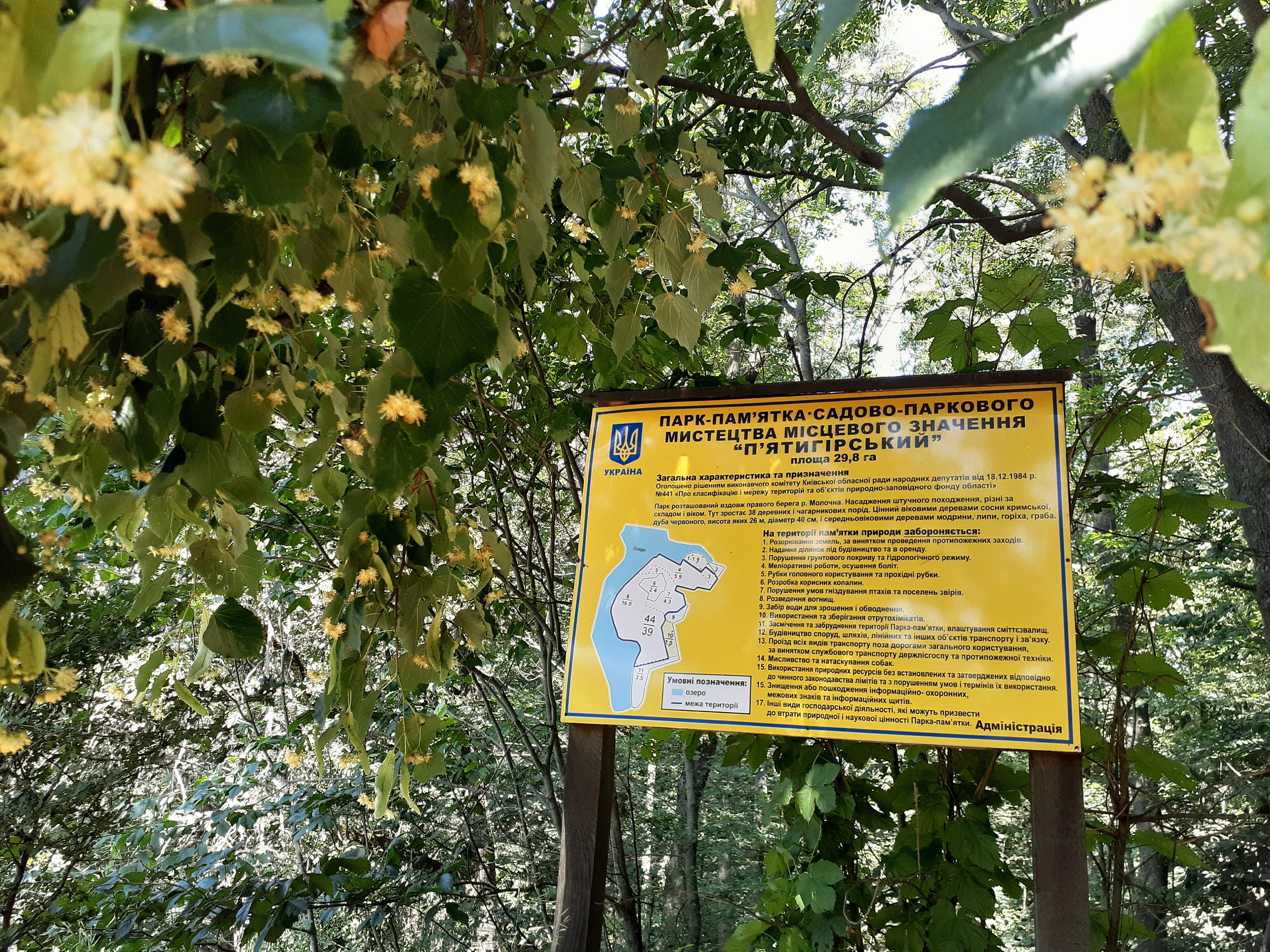
Табличка при вході
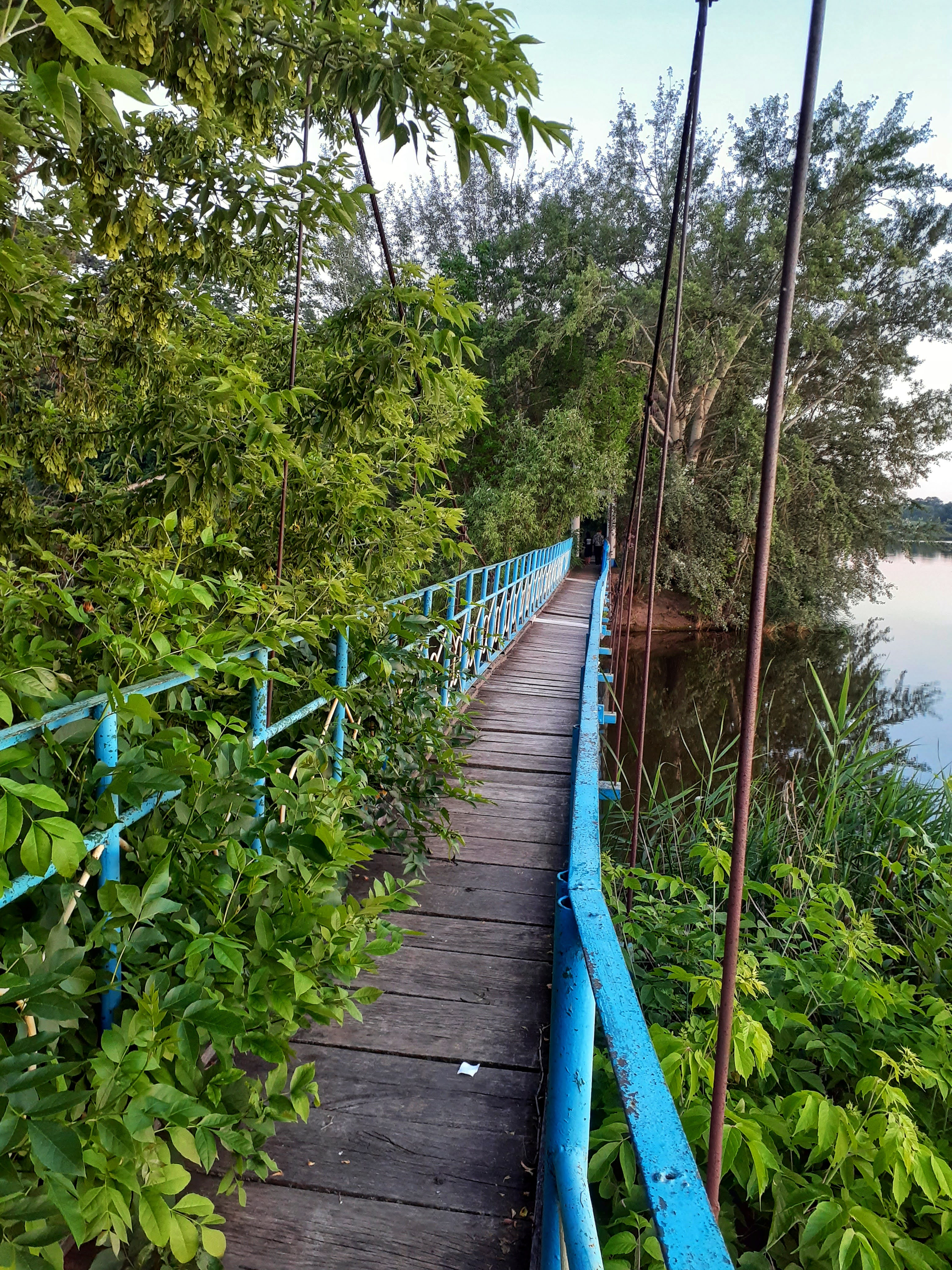
Підвісний міст у парк
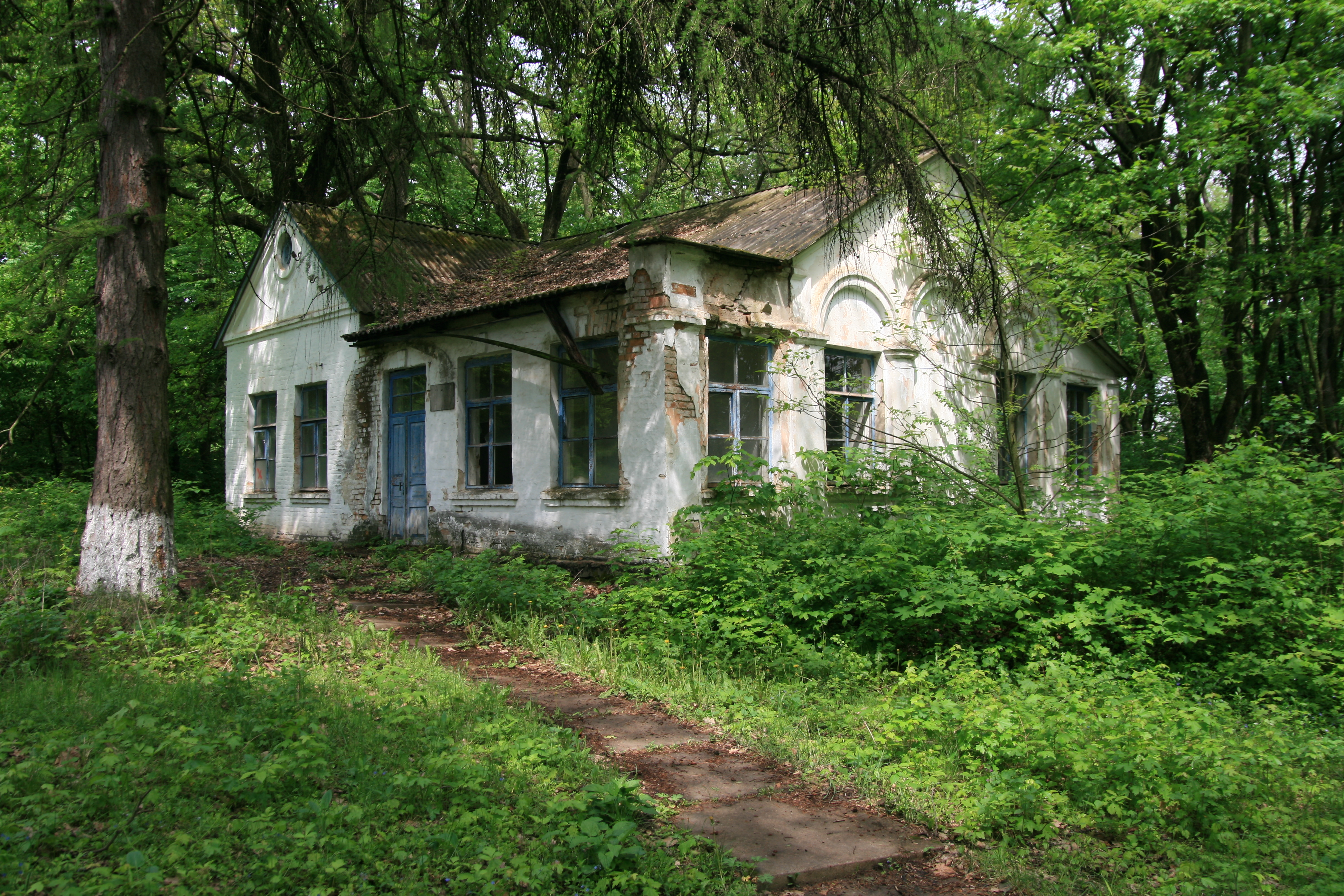
Флігель у парку
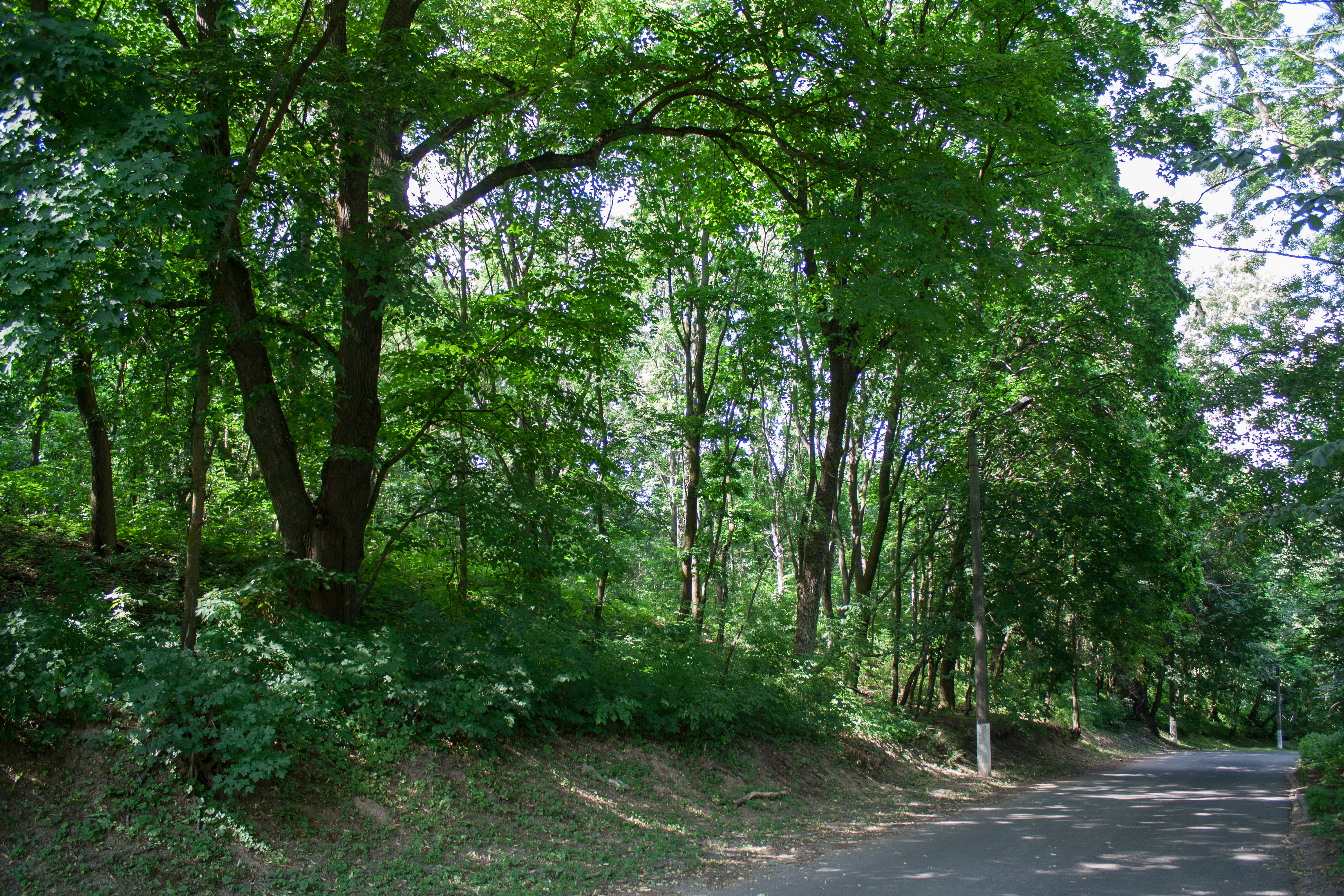
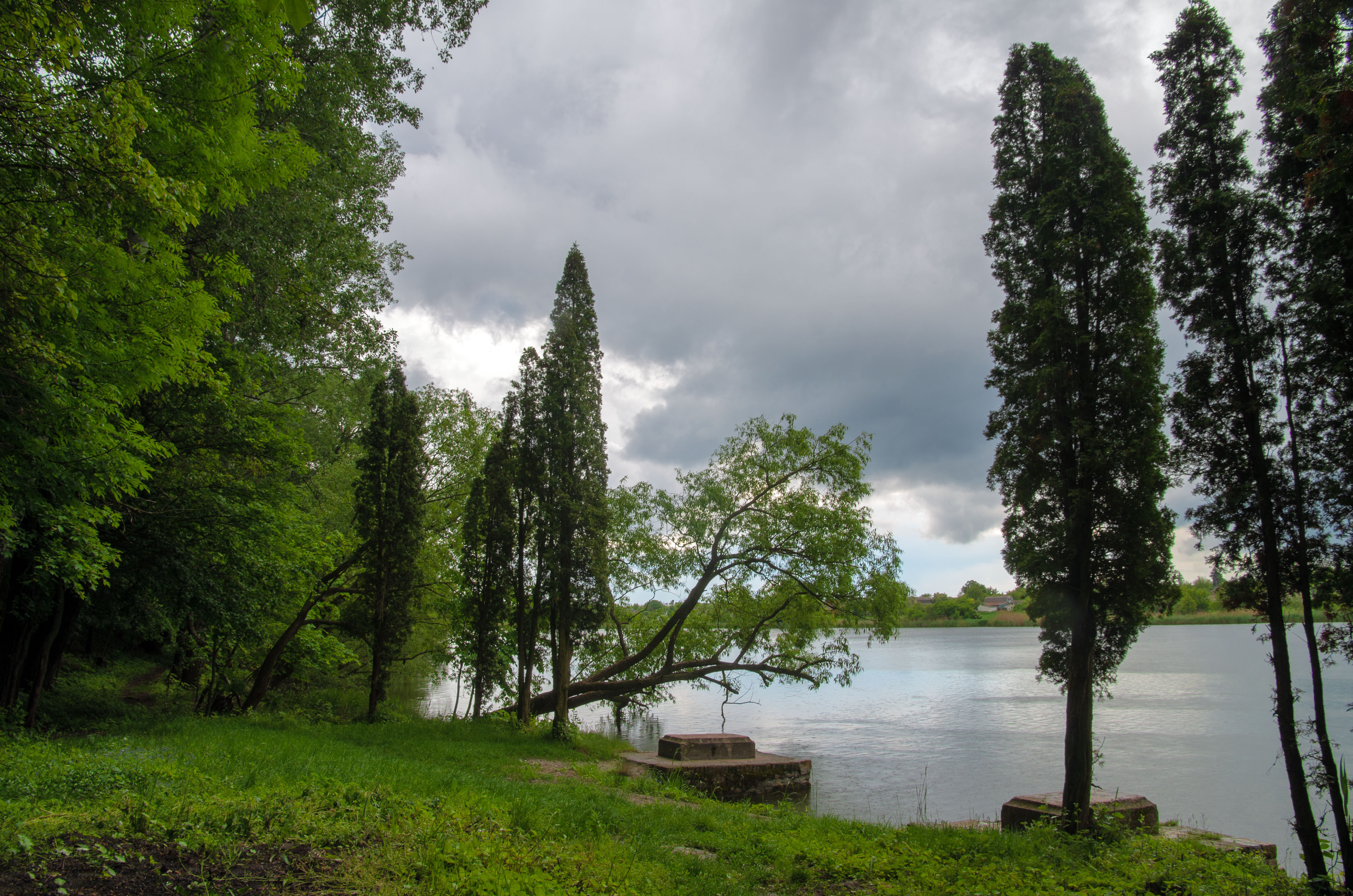
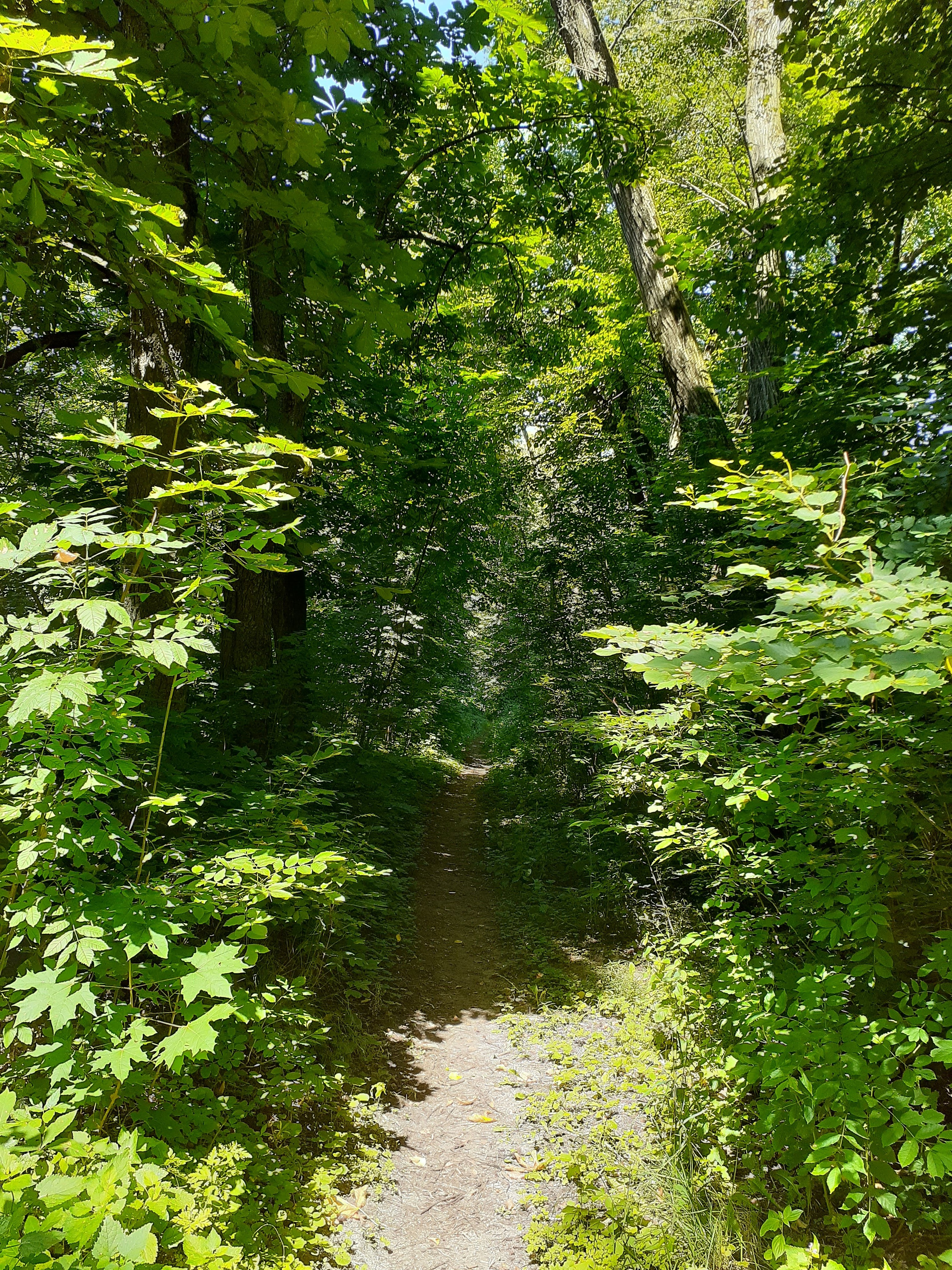
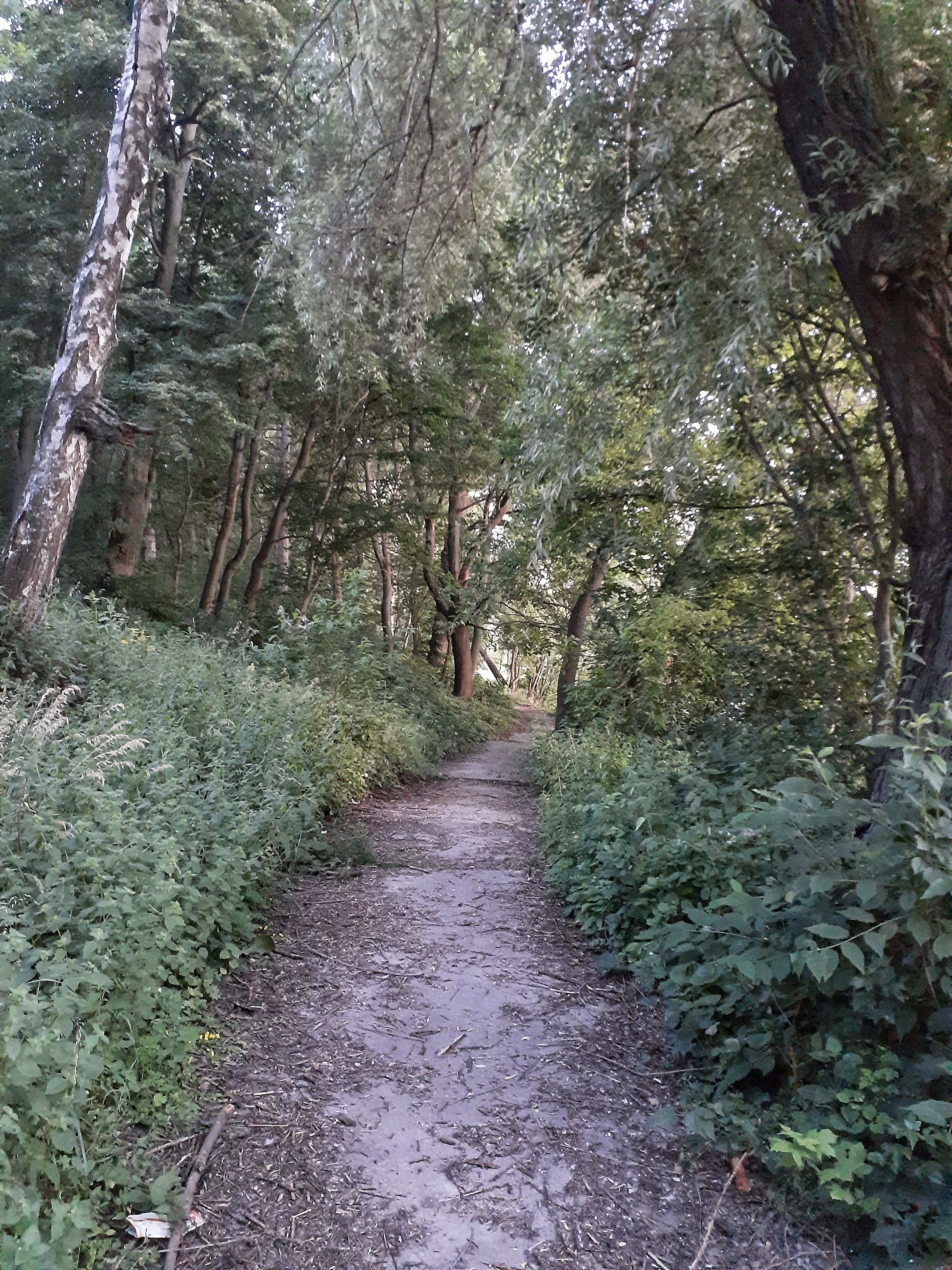